# Sambaqui do Pindai
O Sambaqui do Pindaí é um sítio arqueológico localizado no estado do Maranhão, tombado pelo Instituto do Patrimônio Histórico e Artístico Nacional (IPHAN) nos termos do Decreto-Lei nº 25, de 30 de novembro de 1937. O tombamento foi inscrito no Livro do Tombo Arqueológico, Etnográfico e Paisagístico em 1940.
Trata-se de um dos primeiros sítios arqueológicos do gênero identificados na região e possui grande importância histórica e científica. O Sambaqui do Pindaí apresenta abundantes vestígios de ocupação indígena, contribuindo significativamente para os estudos sobre os povos pré-coloniais que habitaram o litoral maranhense.

## Localização
O Maranhão possui um relevante patrimônio arqueológico distribuído por diversas regiões do estado, com sua variedade marcada pelas diferentes ocupações de áreas amazônicas, de cerrado, dos cocais e litorâneas. Essa diversidade ecológica se demonstra na variabilidade dos sítios arqueológicos que se encontram no Estado, dos grupos sambaquieros do litoral, proto-tupis e tupis do litoral e interior, até os sítios rupestres encontrados no Sul, mais precisamente região de Carolina.
Os sambaquis são os sítios mais estudados e encontrados na região litorânea, principalmente na Ilha do Maranhão, Golfão Maranhense e no litoral oeste.
O Sambaqui do Pindaí foi tombado em 1940, situado entre os quilômetros 22 e 23 da rodovia que liga as cidades de São Luís, capital do Maranhão, e São José de Ribamar. Tem-se que o mesmo é uma jazida de grande importância por ser uma das primeiras do gênero na região e apresenta abundância de vestígios de índios extintos. Em 1927, foram encontrados na localidade fragmentos de cerâmica que estão expostos no Museu Nacional, no Rio de Janeiro.
No Maranhão também podem ser destacados os Sítios Arqueológicos do Vale do Rio Itapecuru, Chapada das Mesas e Baixada Maranhense. Nisso, demonstra-se um rico patrimônio histórico a ser pesquisado e conservado nas mais diversas regiões maranhenses.